# این‌تین
این‌تین (انگلیسی: Entain) شرکت سرگرمی بریتانیایی است، که در سال ۲۰۰۴ تأسیس شد.